# Redecilla del Campo
Redecilla del Campo település Spanyolországban, Burgos tartományban. Redecilla del Campo Belorado, Fresno de Río Tirón, Cerezo de Río Tirón, Tormantos, Ibrillos, Castildelgado, Viloria de Rioja és Fresneña községekkel határos. Lakosainak száma 67 fő (2024).

## Népesség
A település népessége az utóbbi években az alábbiak szerint változott:
| Lakosok száma | 89   | 79   | 72   | 75   | 72   | 72   | 72   | 66   | 63   | 67   |
|               | 2001 | 2004 | 2006 | 2009 | 2011 | 2014 | 2016 | 2019 | 2021 | 2024 |